# Étupes
Étupes est une commune française située dans le département du Doubs, la région culturelle et historique de Franche-Comté et la région administrative Bourgogne-Franche-Comté.
Ses habitants sont appelés les Erbatons et Erbatonnes du patois, en franc-comtois, Lai Herbatons : agneaux nés en automne, ayant passé l'hiver à l'étable, découvrant avec étonnement le monde du printemps.

## Géographie

### Toponymie
Estupes en 1294 ; Estoupe en 1448 ; Estupes en 1481 ; Estuppen au XVIe siècle ; Esteupes en 1584 et au XVIIe siècle ; Estupe en 1738.
Située idéalement entre les villes de Belfort et Montbéliard, Étupes profite pleinement de sa situation pour faire évoluer sa zone industrielle de Technoland. 
Trois monts surplombent la ville : La Montagne, Le Cimetière et Le Grand Faubourg.

### Climat
Pour des articles plus généraux, voir Climat de la Bourgogne-Franche-Comté et Climat du Doubs.
En 2010, le climat de la commune est de type climat de montagne, selon une étude du Centre national de la recherche scientifique s'appuyant sur une série de données couvrant la période 1971-2000. En 2020, Météo-France publie une typologie des climats de la France métropolitaine dans laquelle la commune est exposée à un climat semi-continental et est dans la région climatique  Vosges, caractérisée par une pluviométrie très élevée (1 500 à 2 000 mm/an) en toutes saisons et un hiver rude (moins de 1 °C). 
Pour la période 1971-2000, la température annuelle moyenne est de 9,7 °C, avec une amplitude thermique annuelle de 17,4 °C. Le cumul annuel moyen de précipitations est de 1 269 mm, avec 12,4 jours de précipitations en janvier et 10,7 jours en juillet. Pour la période 1991-2020, la température moyenne annuelle observée sur la station météorologique de Météo-France la plus proche, « Dorans », sur la commune de Dorans à 9 km à vol d'oiseau, est de 10,9 °C et le cumul annuel moyen de précipitations est de 974,0 mm. 
La température maximale relevée sur cette station est de 38,1 °C, atteinte le 24 juillet 2019 ; la température minimale est de −16 °C, atteinte le 20 décembre 2009,,. 
Les paramètres climatiques de la commune ont été estimés pour le milieu du siècle (2041-2070) selon différents scénarios d'émission de gaz à effet de serre à partir des nouvelles projections climatiques de référence DRIAS-2020. Ils sont consultables sur un site dédié publié par Météo-France en novembre 2022.

## Urbanisme

### Typologie
Au 1er janvier 2024, Étupes est catégorisée ceinture urbaine, selon la nouvelle grille communale de densité à 7 niveaux définie par l'Insee en 2022.
Elle appartient à l'unité urbaine de Montbéliard, une agglomération inter-départementale dont elle est une commune de la banlieue,. Par ailleurs la commune fait partie de l'aire d'attraction de Montbéliard, dont elle est une commune de la couronne,. Cette aire, qui regroupe 137 communes, est catégorisée dans les aires de 50 000 à moins de 200 000 habitants,.

### Occupation des sols
L'occupation des sols de la commune, telle qu'elle ressort de la base de données européenne d’occupation biophysique des sols Corine Land Cover (CLC), est marquée par l'importance des forêts et milieux semi-naturels (52 % en 2018), une proportion sensiblement équivalente à celle de 1990 (52,4 %). La répartition détaillée en 2018 est la suivante : 
forêts (52 %), zones urbanisées (16,5 %), zones industrielles ou commerciales et réseaux de communication (15,5 %), prairies (7,1 %), cultures permanentes (6,6 %), zones agricoles hétérogènes (2,3 %). L'évolution de l’occupation des sols de la commune et de ses infrastructures peut être observée sur les différentes représentations cartographiques du territoire : la carte de Cassini (XVIIIe siècle), la carte d'état-major (1820-1866) et les cartes ou photos aériennes de l'IGN pour la période actuelle (1950 à aujourd'hui).

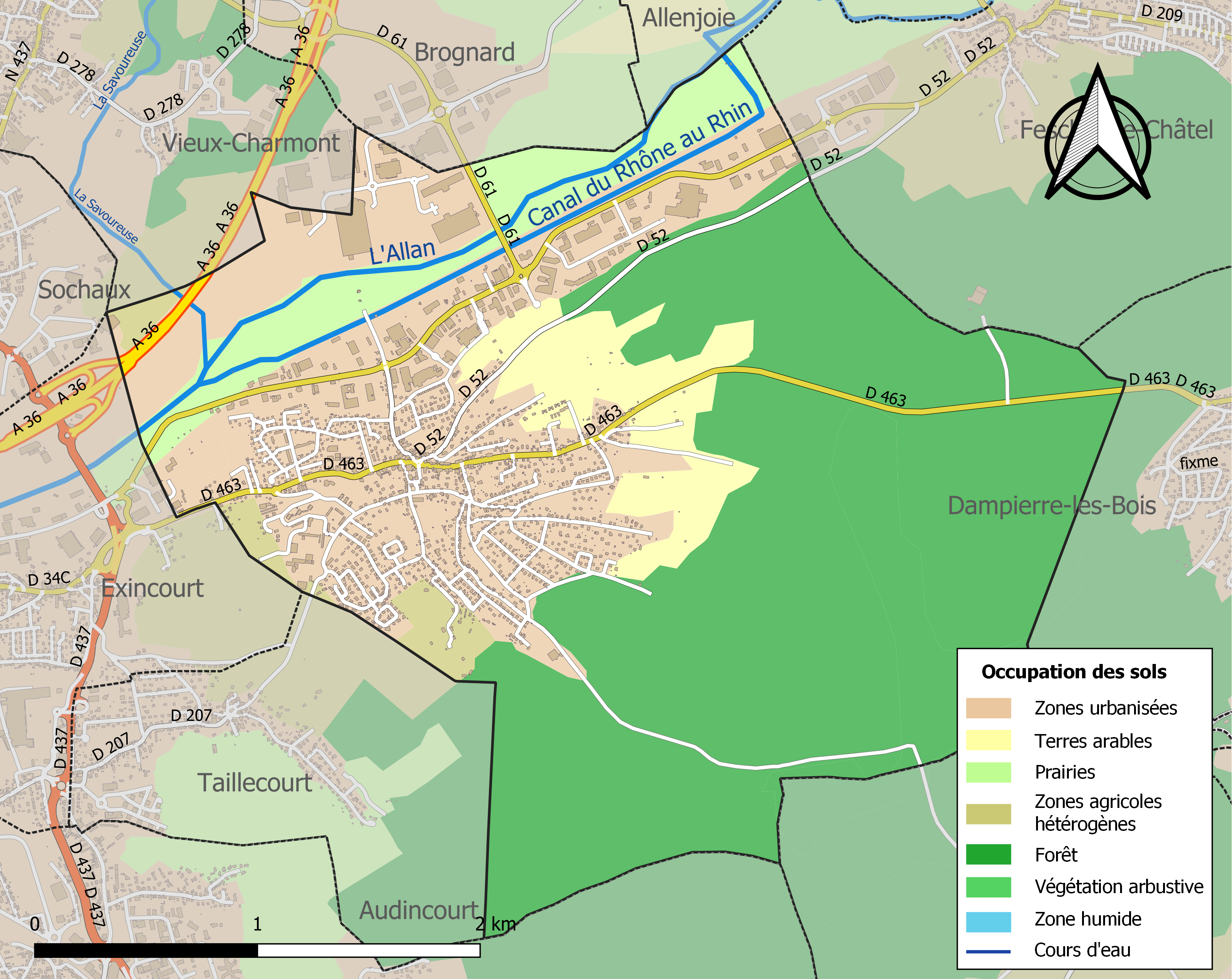
Carte des infrastructures et de l'occupation des sols de la commune en 2018 (CLC).

## Histoire
Étupes appartenait au comté de Montbéliard, qui fut rattaché à la France en 1793.
Les origines d'Étupes remontent à l'époque gallo-romaine, date à laquelle la Via Agrippa reliant Mandeure (Epomanduodurum) à Strasbourg passe par le village. Des archéologues retrouvent même les traces d'un pont de bois enjambant l'Allan.
Quelques siècles plus tard, Étupes marque à nouveau l'Histoire grâce à son somptueux château, construit en 1770 à l'emplacement de l'actuel lotissement du château et démonté pierre par pierre en 1801 pour effacer tout symbole de l'Ancien Régime. Cette résidence d'été du duc Frédéric-Eugène de Wurtemberg était entourée de plusieurs hectares de verdure. Abandonnée après le rattachement du pays de Montbéliard à la France, elle est vendue aux enchères. Une maquette de l'édifice aujourd'hui disparu est exposée au Musée des ducs de Wurtemberg au château de Montbéliard.
Jusqu'à l'explosion des activités industrielles dans le pays de Montbéliard au XIXe siècle, Étupes est une commune essentiellement tournée vers l'agriculture. Sur son territoire, dans les années 1970, se développe Technoland, la zone d'activités devenue aujourd'hui la plus importante de l'agglomération. Étupes est également la patrie de Jules-André Peugeot, connu sous le nom de Caporal Peugeot, tué le 2 août 1914 à Joncherey (Territoire de Belfort), soit plus de trente heures avant la déclaration officielle de guerre, qui fut donc le premier mort français de la Première Guerre mondiale.

## Héraldique
| Blason de Étupes | Blason  | De gueules à deux bars d’argent adossés au chef de même chargé de trois monts à six coupeaux de gueules aussi. |
| Blason de Étupes | Détails | Le statut officiel du blason reste à déterminer.                                                               |

## Économie
- Manufacture de maroquinerie Hermès[24]

## Population et société

### Démographie
L'évolution du nombre d'habitants est connue à travers les recensements de la population effectués dans la commune depuis 1793. Pour les communes de moins de 10 000 habitants, une enquête de recensement portant sur toute la population est réalisée tous les cinq ans, les populations de référence des années intermédiaires étant quant à elles estimées par interpolation ou extrapolation. Pour la commune, le premier recensement exhaustif entrant dans le cadre du nouveau dispositif a été réalisé en 2004.

En 2022, la commune comptait 3 711 habitants, en évolution de −0,48 % par rapport à 2016 (Doubs : +1,88 %, France hors Mayotte : +2,11 %).
| 1793 | 1800 | 1806 | 1821 | 1831 | 1836 | 1841 | 1846 | 1851 |
| ---- | ---- | ---- | ---- | ---- | ---- | ---- | ---- | ---- |
| 351  | 370  | 450  | 548  | 646  | 711  | 745  | 830  | 842  |

| 1856 | 1861 | 1866 | 1872 | 1876  | 1881 | 1886 | 1891 | 1896 |
| ---- | ---- | ---- | ---- | ----- | ---- | ---- | ---- | ---- |
| 861  | 892  | 876  | 938  | 1 002 | 915  | 923  | 887  | 817  |

| 1901 | 1906 | 1911 | 1921 | 1926 | 1931 | 1936 | 1946 | 1954  |
| ---- | ---- | ---- | ---- | ---- | ---- | ---- | ---- | ----- |
| 840  | 821  | 819  | 827  | 820  | 909  | 903  | 962  | 1 101 |

| 1962  | 1968  | 1975  | 1982  | 1990  | 1999  | 2004  | 2006  | 2009  |
| ----- | ----- | ----- | ----- | ----- | ----- | ----- | ----- | ----- |
| 2 471 | 5 198 | 5 250 | 4 671 | 3 603 | 3 543 | 3 467 | 3 284 | 3 509 |

| 2014  | 2019  | 2022  | - | - | - | - | - | - |
| ----- | ----- | ----- | - | - | - | - | - | - |
| 3 633 | 3 724 | 3 711 | - | - | - | - | - | - |

### Santé
L'hôpital le plus proche est l'hôpital Nord Franche-Comté situé à Trévenans, dans le Territoire de Belfort (département voisin), entre Belfort et Montbéliard,.

## Lieux et monuments
- Chapelle saint Paul
- Cimetière anabaptiste

## Personnalités liées à la commune
- Frédéric Curie (1906-1956), lieutenant-colonel au Régiment de sapeurs-pompiers de Paris il fut un résistant de la première heure et créa le réseau Sécurité parisienne au sein du Régiment. Après la guerre, il fut le créateur et le premier directeur du Centre National d’Instruction et de Protection contre l’incendie (CNIPCI). Il est également le pionnier du Groupement Hélicoptère de la Sécurité Civile et du sauvetage héliporté en France. Une rue porte son nom à Etupes ainsi qu'à l'Île-de-Sein[31] et à Choisy-le-Roi depuis le 25 octobre 2011.
- Eugen von Maucler (30 mai 1783 à Étupes - 28 janvier 1859 à Ludwigsbourg), politicien Wurtembergois et bibliophile renommé.
- Jules-André Peugeot, né à Étupes le 11 juin 1893, tué à Joncherey le 2 août 1914 (petit-fils du colonel Pierre Frédéric Pechin) : le premier mort de la guerre de 1914 - 1918, qui est déclarée officiellement le lendemain.
- Le colonel Pierre-Frédéric Péchin.
- Mathilde Laigle a écrit Une heure au château d'Étupes.
- Michel Wittig, historien de la ville[32].